# Elmar Tannert

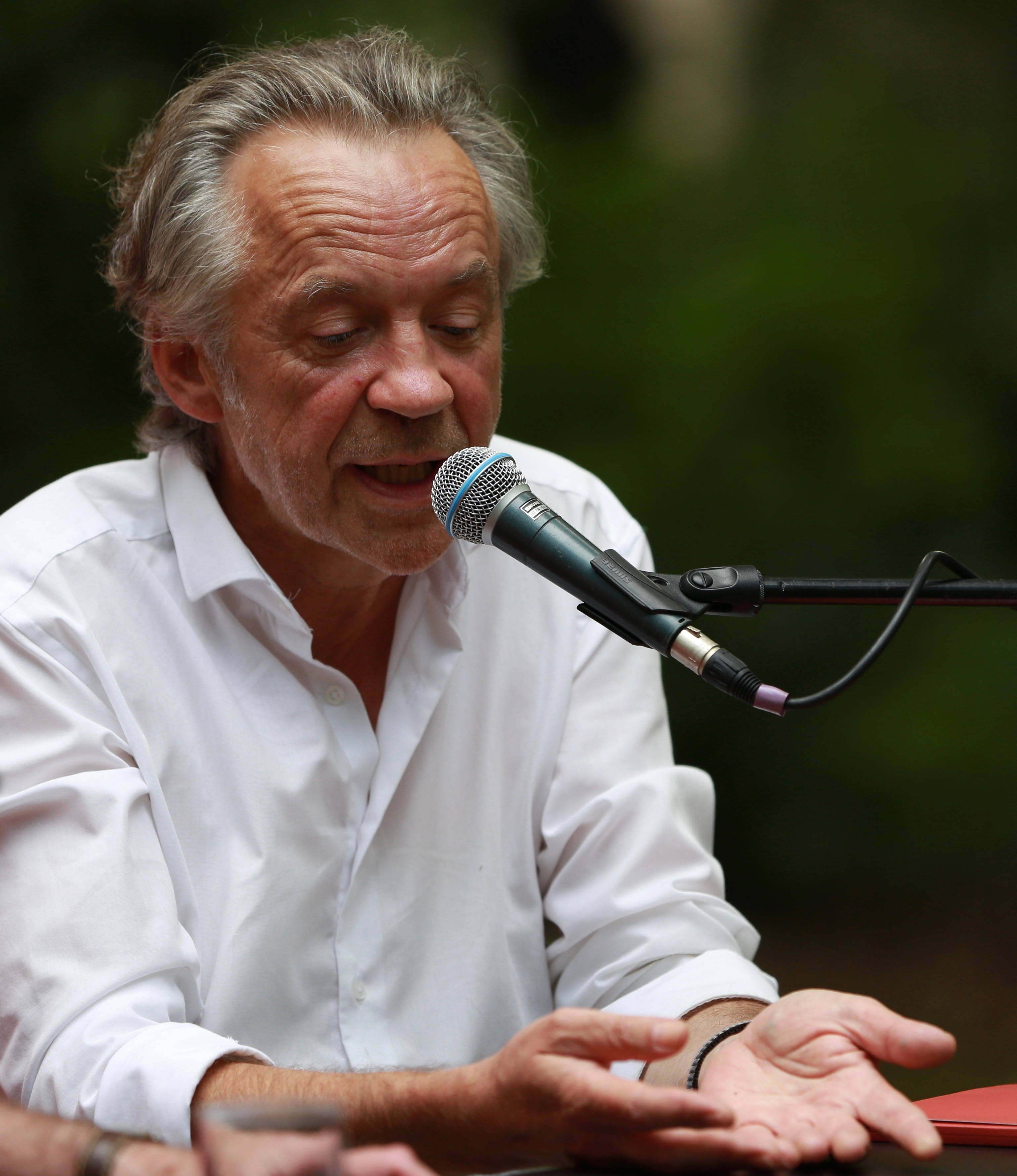
Elmar Tannert auf dem Erlanger Poetenfest 2017

Elmar Tannert (* 17. November 1964 in München) ist ein deutscher Schriftsteller und Übersetzer.

## Leben
Elmar Tannert wuchs in Nürnberg auf und absolvierte zunächst eine kaufmännische Ausbildung. Anschließend studierte er Musikwissenschaft und Romanistik an der Universität Erlangen-Nürnberg und übte von 1991 bis 2003 verschiedene Tätigkeiten aus, u. a. als Datentypist und Paketzusteller. Ab 1994 erfolgten erste literarische Veröffentlichungen in Zeitungen. Seit 2003 lebt er als freier Schriftsteller. Er arbeitete unter anderem für den Bayerischen Rundfunk und die Abendzeitung Nürnberg.
Tannert ist Verfasser von Romanen und Erzählungen. Daneben übersetzt er aus dem Französischen und Tschechischen. Er erhielt 1999 einen Literaturförderpreis des Freistaats Bayern und den Kulturförderpreis der Stadt Nürnberg sowie 2001 den Kulturförderpreis des Bezirks Mittelfranken. Seit 2020 ist er mit der Schriftstellerin Tessa Korber verheiratet.

## Veröffentlichungen

### Als Autor
- Der Stadtvermesser. Ars vivendi verlag; Cadolzburg 1998, ISBN 978-3-89716-037-8.
- Keine Nacht, kein Ort. Erzählungen. ars vivendi, Cadolzburg 2002, ISBN 978-3-89716-307-2.
- Ausgeliefert – Roman der numerierten Welt. ars vivendi, Cadolzburg 2005, ISBN 978-3-89716-694-3.
- mit Petra Nacke: Rache, Engel! ars vivendi, Cadolzburg 2008, ISBN 978-3-89716-405-5.
- mit Petra Nacke: Blaulicht. ars vivendi, Cadolzburg 2010, ISBN 978-3-86913-302-7.
- mit Petra Nacke: Der Mittagsmörder. ars vivendi, Cadolzburg 2012, ISBN 978-3-86913-109-2.
- mit Martin Droschke: Bierland Pilsen. ars vivendi, Cadolzburg 2015, ISBN 978-3-86913-477-2.
- mit Anders Möhl: 33 Biere – eine Reise durch Franken. ars vivendi, Cadolzburg 2016, ISBN 978-3-86913-641-7
- als Hrsg.: Biergartenlandschaften – In Erwartung der Unendlichkeit. Mit Illustrationen von Fredder Wanoth. ars vivendi, Cadolzburg 2016, ISBN 978-3-86913-625-7.
- Ein Satz an Herrn Müller. Roman. ars vivendi, Cadolzburg 2017, ISBN 978-3-86913-763-6.

### Übersetzungen
- Claire Gaudin: Schöner schnurren. Reichel Weilersbach 2008, ISBN 978-3-926388-94-0.
- Claire Gaudin: Kleines Katzen-Kamasutra. Reichel Weilersbach 2009, ISBN 978-3-926388-99-5.
- Karol Sidon: Traum von meinem Vater (Sen o mém otci). ars vivendi Cadolzburg 2019, ISBN 978-3-7472-0010-0.
- Hubert Mingarelli: Ein Wintermahl (Un repas en hiver). ars vivendi Cadolzburg 2020, ISBN 978-3-7472-0178-7.
- Hubert Mingarelli: Ein Notizbuch (Quatre Soldats). ars vivendi Cadolzburg 2021, ISBN 978-3-7472-0318-7.
- Étienne Kern: Die Entflogenen (Les envolés). ars vivendi Cadolzburg 2023, ISBN 978-3-7472-0516-7.